# David Popper
David Popper (Praga, Txèquia, 16 de juny de 1843 – Baden bei Wien, Imperi Austrohongarès, 7 d'agost de 1913) fou un violoncel·lista i compositor txec.
Estudià en el Conservatori de Praga, on es dedicà preferentment al violoncel, i on tingué entre els seus professors a Julius Goltermann, i en el qual va fer sorprenents progressos; el 1870 entrà com a primer violoncel i mestre de concerts en la capella de l'Òpera Imperial de Viena, on hi va romandre fins al 1873, any en què deixà la plaça per emprendre viatges artístics per Europa amb gran èxit, sent nomenat al seu retorn professor de violoncel del Conservatori de Budapest, càrrec que desenvolupà fins a la seva mort i, on va tenir alumnes molt avantatjats entre d'altres en Imree Hartman, el qual seria un dels puntals del famós Léner Quartet.
El 1872 es va casar amb la pianista Sophie Menter, de la que se'n separà el 1886.
Les seves composicions per a violoncel, curtes en nombre, són molt apreciades pels concertistes a causa de la seva correcta escriptura.